# 2834 Christy Carol
2834 Christy Carol è un asteroide della fascia principale. Scoperto nel 1980, presenta un'orbita caratterizzata da un semiasse maggiore pari a 2,5436071 UA e da un'eccentricità di 0,1564690, inclinata di 6,43805° rispetto all'eclittica.